# Piero Del Papa
Pierluigi Del Papa (ur. 15 sierpnia 1938 w Pizie, zm. 27 października 2018 tamże) – włoski bokser, zawodowy mistrz Europy, także aktor.

## Kariera w boksie amatorskim
Był mistrzem Włoch w wadze półciężkiej (do 81 kg) w 1960 wicemistrzem w wadze średniej (do 75 kg) w 1957 i w wadze półciężkiej w 1959 oraz brązowym medalistą w wadze półciężkiej w 1958.

## Kariera w boksie zawodowym
Rozpoczął zawodowe uprawianie boksu w grudniu 1960. Startował w wadze półciężkiej. W 1960 wygrał 2 walki, w 1961 6 walk, a w 1962 wygrał 8 walk i 2 zremisował. W ostatnim pojedynku w tym roku zdobył wakujący tytuł mistrza Włoch w kategorii półciężkiej wygrywając z przyszłym zawodowym mistrzem Europy w wadze ciężkiej Piero Tomasonim, dla którego była to pierwsza porażka na zawodowym ringu. Kilkakrotnie skutecznie bronił tego tytułu do grudnia 1964, kiedy to poniósł pierwszą porażkę w karierze zawodowej ulegając Benito Michelonowi. W 1965 wygrał m.in. z Eddie Cottonem.
11 marca 1966 w Rzymie zdobył tytuł mistrzem Europy (EBU) w kategorii półciężkiej odbierając go Giulio Rinaldiemu. W tym samym roku przegrał towarzyską walkę z Bobo Olsonem. Kilkakrotnie z powodzeniem bronił tytułu mistrza Europy, m.in. w walce w Chicem Calderwoodem uznanej za nieodbytą z powodu ulewnego deszczu, a także z Wilhelmem von Homburgiem, który został w 11. rundzie zdyskwalifikowany za uderzanie przeciwnika głową, kiedy prowadził na punkty. Del Papa wygrał także towarzyską walkę z Jürgenem Blinem. 2 grudnia 1967 we Frankfurcie stracił pas mistrza Europy przegrywając przez nokaut z Lotharem Stengelem. W styczniu 1969 próbował odzyskać ten tytuł, ale przegrał z Tomem Bogsem, który w międzyczasie pokonał Stengela.
Del Papa ponownie został mistrzem Europy w wadze półciężkiej, kiedy 6 lutego 1970 w Mediolanie pokonał kolejnego (po Bogsie) mistrza Ivana Prebega. Przegrał towarzyską walkę z Gregorio Peraltą w czerwcu tego roku, a także dwukrotnie obronił tytuł mistrzowski, wygrywając m.in. z Rüdigerem Schmidtke. Kolejna obrona nie była udana, gdyż 22 stycznia Conny Velensek pokonał go na punkty.
5 czerwca 1971 w Caracas zmierzył się z Vicente Rondónem w pojedynku o tytuł mistrza świata federacji WBA w kategorii półciężkiej, lecz przegrał przez nokaut w 1. rundzie. W 1972 wygrał 2 walki i 3 przegrał (w tym z Rudim Lubbersem i Rüdigerem Schmidtke). Ostatnią (przegraną) walkę w karierze stoczył w październiku tego roku z Arno Prickiem.

## Kariera aktorska
Del Papa kilkakrotnie wystąpił w filmie, grając pomniejsze role. Występował w komediach z Budem Spencerem: Lo chiamavano Bulldozer z 1978 i Bombowiec z 1982.